# بوئینگ پی-۲۶ پی‌شوتر
بوئینگ پی-۲۶ پی شوتر (به انگلیسی:Boeing P-۲۶ Peashooter) (به معنای نخود انداز) یک هواگرد تک‌باله تک‌موتوره ساخت ایالات متحده و نخستین جنگنده تک‌باله و همچنین نخستین جنگنده تمام فلزی این کشور بود که توسط شرکت بوئینگ طراحی و تولید گردید و تا اواخر سال ۱۹۴۱ توسط نیروی هوایی ایالات متحده به کار گرفته شد. این جنگنده برای اولین بار در ۲۰ مارس ۱۹۳۲ به پرواز درآمد.

## طراحی و توسعه
با تولید بمب افکن موفق بوئینگ بی-۹ با سرعت خارق‌العاده ۳۰۲ کیلومتر بر ساعت، کار بر روی ساخت جنگنده ای که بتواند با چنین بمب افکن‌هایی مقابله کند، شروع گردید. برنامه بوئینگ برای تولید مدل ۲۴۸ با سرمایه‌گذاری خود شرکت و موتورهای لازم از طرف نیروی هوایی ایالات متحده در ماه سپتامبر سال ۱۹۳۱ آغاز شد. در طراحی این مدل از ساختاری فلزی (آلومینیومی)، اتاقک باز خلبان، ارابه فرود ثابت و بال‌های تقویت شده بیرونی (سیم‌های زیر و روی بال متصل شده به بدنه) استفاده گردید که آخرین استفاده جنگنده‌های نیروی هوایی ایالات متحده از چنین طراحی به حساب می‌آمد. بال‌های آن در پایین بدنه و همانند اتاقک خلبان جلوتر از میانه هواپیما قرار داشت. جلوتر بودن اتاقک خلبان از میانه هواپیمای دید خوبی نسبت به دماغه و بال‌های هواگرد به خلبان می‌داد.
با وجود این که ارابه‌های جمع شونده در آن زمان ابداع شده و بهبود عملکرد هواپیما در استفاده از آن‌ها به اثبات رسیده بود، در تولید پی-۲۶ به جهت وجود نقص در طراحی اولیه این گونه ارابه‌های فرود، برای حفظ یک پارچگی ساختاری و دوام بیشتر همچنان از ارابه ثابت استفاده شد. هر یک از این ارابه‌ها زیر یکی از بال‌ها قرار داده شده بود. خود اتکا پیش از این حتی در مدل‌های دیگر بوئینگ امتحان شده بود اما همچنان برای یک جنگنده قابل اعتماد به حساب نمی‌آمد؛ از همین رو سیم‌های حمایتی خارجی برای نگه داری از بال‌ها در پی-۲۶ تعبیه گردید. وجود این سیم‌ها به اندازه کمتری نسبت به به‌کارگیری میله مقاومت هوا را افزایش می‌داد. با وجود سرعت بالا اتاقک خلبان نیز بنا به میل خلبان‌ها جهت دریافت حس پرواز و داشتن دیدی بهتر باز ساخته شد.
لقب پی شوتر (نخود انداز) به دلیل شباهت لوله تسلیحات آن به نوع خاصی از اسباب بازی به این جنگنده اطلاق شد.
طراحی پی-۲۶ در مدت نسبتاً کوتاه ۹ هفته ای به پایان رسید و نخستین پرواز آن در ۲۰ مارس ۱۹۳۲ انجام گرفت. مدل ۲۴۸ سرعت فرود بالایی داشت که موجب بروز چندین حادثه و حتی مرگ یک خلبان شد.
نیروی هوایی سه پیش نمونه آزمایشی از این مدل تحت عنوان ایکس‌پی-۹۳۶ (XP-936 مدل ۲۴۸) سفارش داد.
با توجه به مقدار زیاد حداقل سرعت (سرعت فرود) و کوتاهی طول ارابه فرود ایکس‌پی-۹۳۶ هنگام فرود دچار مشکل بود و در اثر کوتاهی دماغه آن امکان واژگونی کامل هواپیما و زخمی شدن خلبان (شکستی گردن) وجود داشت. در صورت بروز چنین حادثه ای زیرسری هواپیما نیز محافظت اندکی از خلبان نشان می‌داد. در تولید مدل ۲۶۶ (پی-۲۶ای) به عنوان نخستین جنگنده تمام فلزی در ایالات متحده، با توجه به همان سرعت بالای ۱۳۲ کیلومتر بر ساعتی فرود از زیرسری (شامل صندلی و بخشی از بدنه) بلندتری جهت محافظت بیشتر استفاده شد. این مسئله باعث گوژپشت شدن پی-۲۶ گردید. (اشاره به بر آمادگی بدنه پشت سر خلبان) برای حل مشکل سرعت فرود و کاهش آن برآافزا به بال‌های تمامی مدل‌های بعدی آن اضافه گردید تا سرعت فرود به ۱۱۷ کیلومتر بر ساعت کاهش یابد. این مدل برگرفته از بوئینگ پی-۱۲ با شاسی نیمه یکپارچه و با همان موتور پرت اند ویتنی آر-۱۳۴۰–۲۷ واسپ طراحی گشت.
مدل بعدی جهت ارتقا عملکرد هواپیما در ارتفاعات بالا با عنوان پی-۲۶بی با موتور انژکتوری پرت اند ویتنی آر-۱۳۴۰ واسپ طراحی گردید. در اثر کمبود این موتور تنها دو جنگنده از این مدل تولید شد. ۲۳ جنگنده دیگر نیز با نام پی-۲۶سی با نمونه کاربوراتوری همان موتور با سیستم اصلاح شده سوخت رسانی تولید گردید. برخی از هواگردهای پی-۲۶سی در پی افزایش دسترسی به مدل انژکتوری موتور به مدل بی تغییر یافتند. اسپانیا (یک فروند) و جمهوری چین (۱۱ فروند) پیش‌نمونه مشابه پی-۲۶سی (مدل ۲۸۱) را در سال ۱۹۳۶ سفارش دادند.
با توجه به حاکمیت نظریه سبک و کوچک بودن جنگنده به جهت مانورپذیری بیشتر، پی شوتر دارای اندازه ای کوچک‌تر و سرعتی بیشتر از هواگردهای زرمی قبلی ایالات متحده بود. کوتاهی بال هواپیما بر افزایش سرعت تأثیر گذار بود اما باعث شده بود سهولت کنترل آن نسبت به مدل‌های دوباله مقداری کاهش یابد. پیشرفت سریع هوانوردی، پی-۲۶ را با توجه به شکل طراحی آن (ارابه فرود ثابت، غیر خود اکتا بودن بال‌ها و اتاقک باز) به سرعت قدیمی و تقریباً از بدو تولید از رده خارج جلوه داد. اکثر مدل‌هایی که همزمان یا بعد از پی-۲۶ طراحی شدند همچون پی-۳۶، دیگر از این عناصر طراحی استفاده نمی‌کردند به همین جهت پی-۲۶ نوعی عقب‌گرد به حساب می‌آمد. به هر حال پی-۲۶ به عنوان جنگنده ای موقت جهت اتصال نسل هواپیماهای دوباله و تک باله تا زمان ورود ایالات متحده به جنگ جهانی دوم به خدمت خود در نیروی هوایی این کشور ادامه داد.
ناکارآمدی تسلیحات استفاده شده در این جنگنده نیز با توجه به پیشرفت‌های صورت گرفته در این زمینه، پس از مدتی کاملاً عیان شد.

## تاریخچه عملیاتی

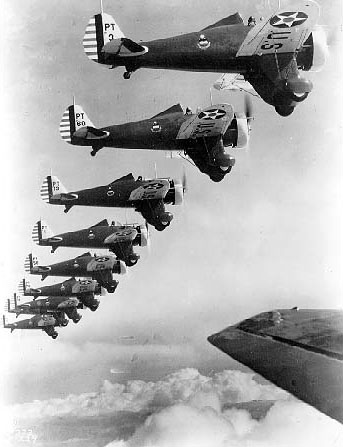
جنگنده‌های پی-۲۶

ژانویه ۱۹۳۳ نیروی هوایی ایالات متحده سفارش ۱۱۱ فروند پی-۲۶ای را جهت جایگزینی جنگنده پی-12 ارائه کرد اما بعداً در بزرگترین سفارش پس از سال ۱۹۲۱، آن را به ۱۳۶ فروند افزایش داد. تحویل این جنگنده‌ها از دسامبر سال ۱۹۳۳ به واحدهای مختلف این نیرو آغاز گردید.
بین سال‌های ۱۹۳۲ و ۱۹۳۴ پی-۲۶ موفق به شکستن چندین رکورد سرعت و ارتفاع شد.
۲۲ اسکادران (همزمان حداکثر ۶ اسکادران در سال ۱۹۳۶) نیروی هوایی این جنگنده را مورد استفاده قرار دادند و در نقاط مختلف از جمله هاوایی و فیلیپین حضور پیدا کرد. در رنگ آمیزی این هواگردها در دوران رکود اقتصادی دهه ۱۹۳۰، جهت بخشیدن روحیه از رنگ‌های درخشان و طراحی‌هایی با مضمون شعله استفاده شد. پی-۲۶ تا سال ۱۹۳۸ جنگده اصلی نیروی هوایی ایالات متحده به حساب می‌آمد. تولید آخرین فروند از پی-۲۶ در سال ۱۹۳۶ صورت گرفته و پس از آن از خط تولید خارج شد. از سال ۱۹۳۸ این جنگنده تنها در جزایر هاوایی، فیلیپین و حوزه کانال پاناما به صورت عملیاتی مستقر شده بود و در مناطق دیگر فقط به عنوان هواپیمای آموزشی به کار می‌رفت. از سال ۱۹۴۲ پی-۲۶ در ایالات متحده به صورت کامل از خدمت در خط مقدم حذف شد. در مجموع بیست فروند از این هواگرد بین سال‌های ۱۹۳۴ تا ۱۹۴۱ در اثر سوانح مختلف از بین رفت.
شش فروند از جنگنده‌های پی-۲۶ حاضر در جزایر هاوایی هنگام حمله امپراتوری ژاپن به پرل هاربر در هفتم دسامبر ۱۹۴۱ منهدم شد و یکی به شدت آسیب دید.
بیشتر ۲۸ جنگنده پی-۲۶ نیروی هوایی ایالات متحده در حملات غافلگیرانه ابتدایی امپراتوری ژاپن در هشتم دسامبر ۱۹۴۱ به فیلیپین، در این کشور از بین رفتند اما خلبانان چند فروند باقی مانده نخستین خلبانان آمریکایی نام گرفتند که هواپیماهای ژاپنی را ساقط کرده‌اند.
هواگردهای پی-۲۶ نخستین بار به صورت جدی در جنگ میان چین و ژاپن در یک میدان واقعی نبرد حضور پیدا کردند. ۲۰ اوت ۱۹۳۷ هشت جنگند مدل ۲۸۱ (پی-۲۶) نیروی هوایی جمهوری چین مستقر در پایگاه هوایی چویونگ با شش فروند از بمب افکن‌های متوسط ژاپنی میتسوبیشی جی۳ام که قصد حمله به فرودگاه نانجینگ را داشتند، درگیر شدند و توانستند بدون دادن تلفات، چهار بمب افکن را ساقط کنند. نبرد هوایی بین پی شوترهای چینی و جنگنده‌های میتسوبیشی ای۵ام نخستین نبرد از نوع خود بین دو جنگنده تمام فلزی در طول تاریخ بود.
نیروی هوایی اسپانیا تنها یک فروند از این جنگنده دراختیار داشت که در طول جنگ داخلی این کشور در جانب جمهوری خواهان از به کار برده شد. این جنگنده نیز در سال ۱۹۳۶ توسط نیروهای دشمن سرنگون گردید.
نیروی هوایی فیلیپین از این جنگنده در طول جنگ جهانی دوم علیه نیروی هوایی امپراتوری ژاپن استفاده نمود. گفته می‌شود پی-۲۶های فیلیپینی موفق شدند یک بمب افکن جی۳ام و دو یا سه جنگنده ای۵ام ژاپنی را ساقط کنند.
در سال ۱۹۴۲ و ۱۹۴۳ با وجود محدودیت فروش چنین تسلیحاتی به کشورهای آمریکای لاتین، با وجود مخالفت اولیه، هفت فروند پی-۲۶ که از پیش برای حفاظت از مناطق اطراف کانال سوئز در گوآتمالا مستقر بودند، تحت عنوان هواپیمای آموزشی بوئینگ پی‌تی-۲۶ای به صورت قاچاق توسط دولت آمریکا به به نیروی هوایی گوآتمالا واگذار شد. هدف مقامات آمریکایی تشکر از همکاری دولت گوآتمالا در دوران جنگ (که به ژاپن و آلمان اعلان جنگ کرد) و همچنین خلاص شدن از دست مدل‌های قدیمی تر بود. از این جنگنده تا سال ۱۹۵۶ همچنان استفاده شد.
با تمرکز بوئینگ بر هواگردهای بزرگ‌تر مانند بمب افکن‌هایی همچون بوئینگ بی-۱۷ فلایینگ فورترس و هواپیماهای مسافربری این جنگنده آخرین جنگنده نیروی هوایی ایالات متحده ساخت شرکت بوئینگ تا تولید جنگنده بوئینگ اف/ای-۱۸ سوپر هورنت نام گرفت.

## انواع

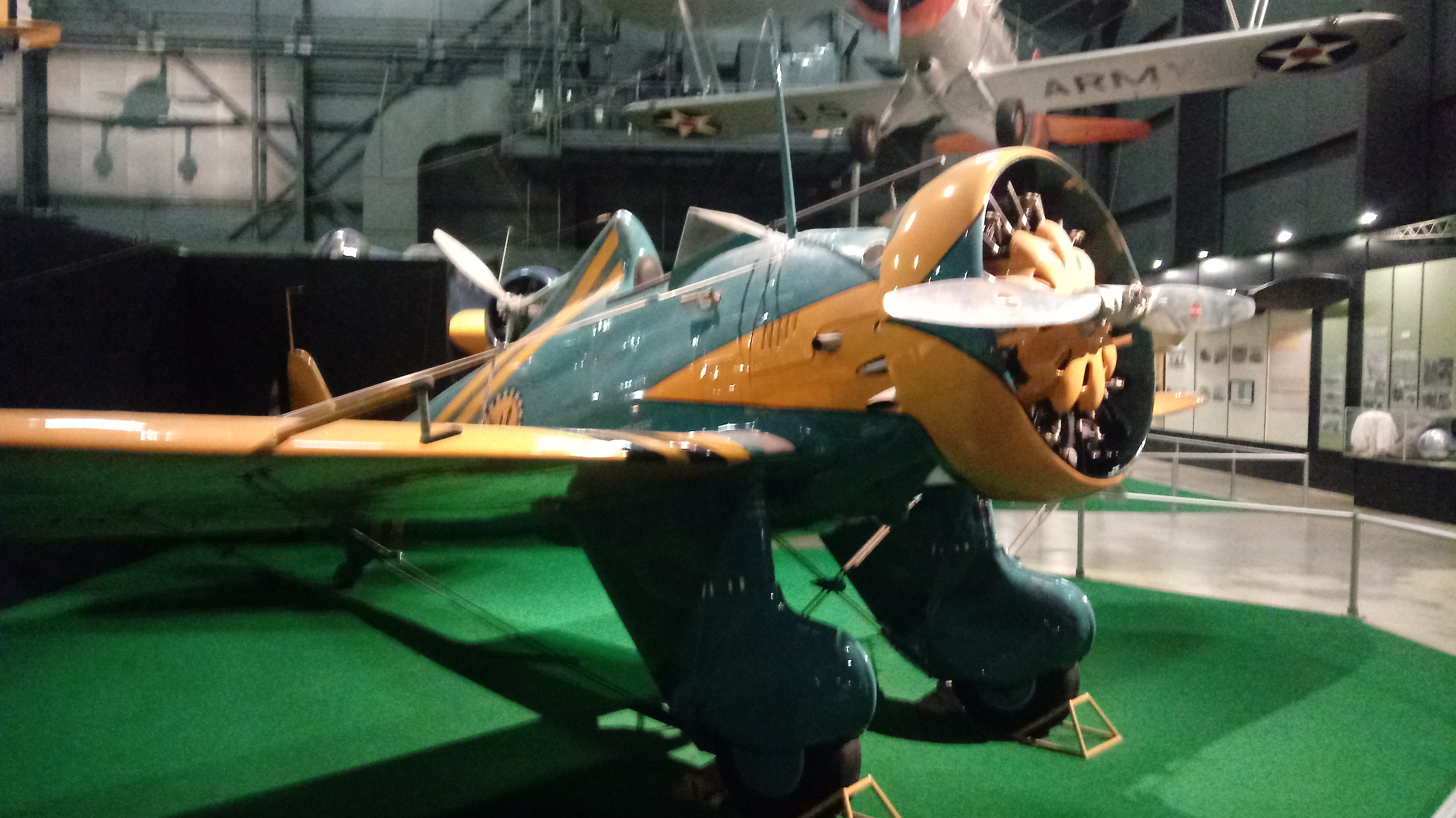
پی-۲۶ای در موزه ملی نیروی هوایی ایالات متحده

ایکس‌پس-۹۳۶
سه پیش نمونه برای نیروی هوایی ایالات متحده موتور شعاعی پرت اند ویتنی آر-۱۳۴۰–۲۱ واسپ ۵۲۵ اسب بخار
پی-۲۶ای
مدل با موتور پرت اند ویتنی آر-۱۳۴۰–۲۷ واسپ ۶۰۰ اسب بخار، ۱۱۱ فروند
پی-۲۶بی
مدل با موتور انژکتوری پرت اند ویتنی آر-۱۳۴۰–۳۳ واسپ ۶۰۰ اسب بخار، ۲ فروند
پی-۲۶سی
مدل با موتور کاربراتوری پرت اند ویتنی آر-۱۳۴۰–۳۳ واسپ با سیستم اصلاح شده سوخت رسانی ۶۰۰ اسب بخار، ۲۳ فروند
مدل ۲۸۱
مدل صادراتی پی-۲۶سی، ۱۲ فروند (۱۱ فروند چین - یک فروند اسپانیا)

## کاربران

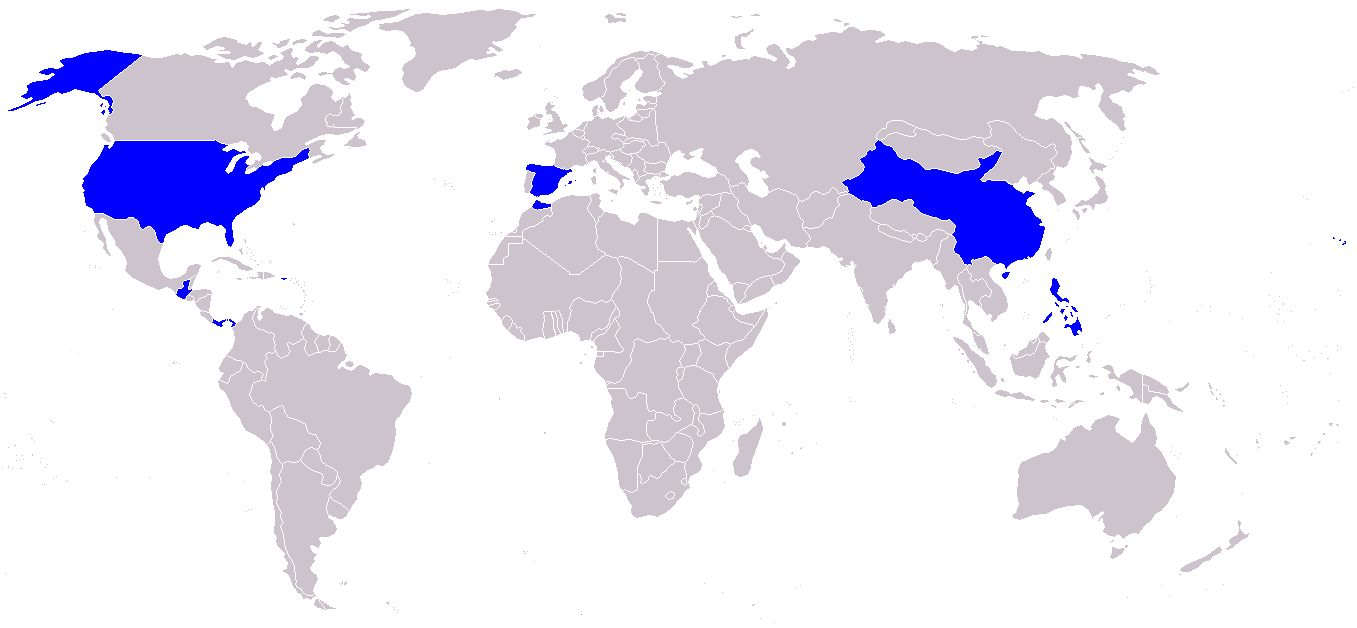
کاربران پی-۲۶

- نیروی هوایی جمهوری چین
- نیروی هوایی گوآتمالا
- نیروی هوایی فیلیپین
- نیروی هوایی جمهوری خواهان
- نیروی هوایی ایالات متحده

## مشخصات فنی (پی-۲۶ای)

### مشخصات عمومی
- خدمه: ۱ نفر
- طول: ۷٫۱۸ متر
- طول بال: ۸٫۵ متر
- ارتفاع: ۳٫۰۴ متر
- مساحت بال: ۶۶٫۷ متر مربع =
- وزن خالی: ۹۹۶ کیلوگرم
- وزن بارگذاری شده: ۱۵۲۴ کیلوگرم
- نیرومحرکه: موتور شعاعی پیستونی ۹ سیلندر پرت اند ویتنی آر-۱۳۴۰–۲۷ واسپ خنک شونده با هوا: ۶۰۰اسب بخار
- ظرفیت مخزن سوخت: ۵۵۶ لیتر =

### عملکرد
- حداکثر سرعت: ۳۷۷ کیلومتر بر ساعت در ۱۸ متری
- پایاسیر: ۳۲۲ کیلومتر بر ساعت[۴]
- برد هنگام نبرد: ۵۸۰ کیلومتر
- حداکثر برد: ۱۰۲۰ کیلومتر
- حداکثر ارتفاع: ۸۳۵۰ متر
- سرعت صعود: ۳٫۶۵ متر بر ثانیه
- نسبت توان به وزن: ۰٫۳۶ اسب بخار بر کیلوگرم =

### تسلیحات
- دو مسلسل ثابت هماهنگ شده ام۱۹۱۹ برونینگ تعبیه شده داخل بدنه[۳] با کالیبر ۷٫۶۲ میلی‌متر یا یک مسلسل با کالیبر ۷٫۶۲ و یک مسلسل با کالیبر ۱۲٫۷
- ۲ بمب ۴۵ کیلوگرمی یا ۵ بمب ۱۴ کیلوگرمی ضد نفر بین ارابه‌های فرود